# Grecka Formuła 3 Sezon 2001
Grecka Formuła 3 w sezonie 2001 – dwunasty i zarazem przedostatni sezon Greckiej Formuły 3.
Sezon składał się z ośmiu eliminacji. Mistrzem został Panagiotis Kaitatzis, ścigający się Dallarą F396.

## Kalendarz wyścigów
| Runda | Data            | Tor     | Pole position     | Najszybsze okrążenie | Zwycięzca (kierowcy)  | Zwycięzca (zespoły)  |
| ----- | --------------- | ------- | ----------------- | -------------------- | --------------------- | -------------------- |
| 1     | 3 czerwca       | Megara  | Nikos Zaxos       | ?                    | Panagiotis Kaitatzis  | Panagiotis Kaitatzis |
| 2     | 1 lipca         | Serres  | ?                 | ?                    | Panagiotis Kaitatzis  | Panagiotis Kaitatzis |
| 3     | 15 lipca        | Maritsa | ?                 | ?                    | Vasilis Papaphilippou | PS Motorsport        |
| 4     | 23 września     | Megara  | ?                 | ?                    | Panagiotis Kaitatzis  | Panagiotis Kaitatzis |
| 5     | 6 października  | Serres  | ?                 | ?                    | Panagiotis Kaitatzis  | Panagiotis Kaitatzis |
| 6     | 6 października  | Serres  | ?                 | ?                    | Panagiotis Kaitatzis  | Panagiotis Kaitatzis |
| 7     | 27 października | Serres  | ?                 | ?                    | Panagiotis Kaitatzis  | Panagiotis Kaitatzis |
| 8     | 6 listopada     | Tripoli | wyścig odwołany   | wyścig odwołany      | wyścig odwołany       | wyścig odwołany      |
| 9     | 25 listopada    | Megara  | Stamatis Katsimis | ?                    | Panagiotis Kaitatzis  | Panagiotis Kaitatzis |

## Klasyfikacja kierowców
| Legenda oznaczeń w tabelach wyników Wyświetl szablon na nowej stronie | Legenda oznaczeń w tabelach wyników Wyświetl szablon na nowej stronie                                                                     |
| Oznaczenie                                                            | Wyjaśnienie |
| --------------------------------------------------------------------- | --- |
| Złoty                                                                 | Zwycięzca lub mistrzostwo |
| Srebrny                                                               | 2. miejsce lub wicemistrzostwo |
| Brązowy                                                               | 3. miejsce lub II wicemistrzostwo |
| Zielony                                                               | Ukończył, punktował (w klasyfikacji generalnej, gdy zdobył co najmniej jeden punkt na przestrzeni sezonu, poza trzema powyższymi opcjami) |
| Niebieski                                                             | Ukończył, nie punktował (w klasyfikacji generalnej, gdy nie zdobył co najmniej jednego punktu na przestrzeni sezonu)                      |
| Czerwony                                                              | Nie zakwalifikował się (NZ) |
| Czerwony                                                              | Nie prekwalifikował się (NPK) |
| Różowy                                                                | Nie ukończył (NU) |
| Różowy                                                                | Niesklasyfikowany (NS) (w klasyfikacji generalnej, gdy nie został sklasyfikowany w żadnym wyścigu sezonu)                                 |
| Czarny                                                                | Zdyskwalifikowany (DK) |
| Czarny                                                                | Wykluczony (WYK/EX) |
| Biały                                                                 | Nie wystartował (NW) |
| Biały                                                                 | Kontuzjowany (K/INJ) |
| Biały                                                                 | Wyścig odwołany (OD/C) |
| Bez koloru                                                            | Został wycofany (WYC/WD) |
| Bez koloru                                                            | Nie przybył (NP/DNA) |
| Bez koloru                                                            | Nie brał udziału w treningach (NT/DNP) |
| Bez koloru                                                            | Nie został zgłoszony (–) |
| Pogrubienie                                                           | Start z pole position |
| Kursywa                                                               | Najszybsze okrążenie wyścigu |
| †                                                                     | Nie ukończył, ale jego rezultat został zaliczony ze względu na przejechanie więcej niż 90% dystansu wyścigu.                              |
| *                                                                     | Sezon w trakcie |
| 1/2/3                                                                 | Punktowana pozycja w sprincie kwalifikacyjnym                                                                                             |
| Lista systemów punktacji Formuły 1                                    | |

| Poz. | Kierowca               | Zespół               | MEG | SER | MAR | MEG | SER | SER | SER | MEG | Punkty |
| ---- | ---------------------- | -------------------- | --- | --- | --- | --- | --- | --- | --- | --- | ------ |
| 1    | Panagiotis Kaitatzis   | Panagiotis Kaitatzis | 1   | 1   | 2   | 1   | 1   | 1   | 1   | 1   | 109    |
| 2    | Nikos Zaxos            |                      | 2   | 2   | ?   | ?   | 2   | 2   | 4   | 3   | 87     |
| 3    | Stamatis Katsimis      | Target Racing        | ?   | 3   | 5   | 2   | 4   | 3   | 2   | 2   | 78     |
| 4    | Dimitrios Degleris     |                      | ?   | ?   | ?   | ?   | ?   | ?   | 5   | ?   | 14     |
| 5    | Ioannis Antoniadis     |                      | ?   | ?   | ?   | ?   | 5   | 4   | ?   | ?   | 14     |
| ?    | Vasilis Papaphilippou  | PS Motorsport        | ?   | ?   | 1   | ?   | ?   | ?   | ?   | ?   | ?      |
| ?    | Stogian Gosevich       | Plexidas Racing Team | 3   | ?   | 3   | ?   | 3   | 6   | 3   | 5   | ?      |
| ?    | Leonidas Maniatopoulos |                      | 4   | ?   | ?   | 3   | 6   | 5   | 6   | 4   | ?      |
| ?    | Nikos Nikolouzos       |                      | ?   | ?   | 4   | ?   | ?   | ?   | ?   | ?   | ?      |
| ?    | Nikos Eyaggelatos      |                      | 5   | ?   | ?   | ?   | ?   | ?   | ?   | ?   | ?      |
| ?    | Ionnis Georgousnis     |                      | ?   | ?   | ?   | ?   | ?   | ?   | 7   | ?   | ?      |